# Anton Kurze
Anton Kurze (* 4. August 1910 in Hagen; † 17. Juli 1986 in Aachen) war ein deutscher Verwaltungsbeamter und Oberstadtdirektor der Stadt Aachen.

## Leben
Anton Kurze studierte von 1930 bis 1933 Rechtswissenschaften in München, Münster, Berlin und Breslau. In dieser Zeit wurde er Mitglied in der SA. Seit 1934 war er als Gerichtsreferendar beim Landgericht Hagen tätig und wurde dort 1938 als Rechtsanwaltsassessor übernommen. Am 25. Juni 1937 hatte er die Aufnahme in die NSDAP beantragt und wurde rückwirkend zum 1. Mai desselben Jahres aufgenommen (Mitgliedsnummer 4.880.137). Von Oktober 1938 bis Februar 1945 war Kurze als Referent beim Reichskommissar für die Preisbildung – ab Februar 1941 im Range eines Regierungsrats – angestellt. Zwischenzeitlich versah er von Mai 1941 bis Februar 1942 seinen Wehrdienst als Unteroffizier bei der 78. Infanterie-Division und promovierte anschließend im Jahr 1943 zum Dr. rer. pol. Zugleich wurde er von März 1942 bis November 1944 als Regierungsrat in der Abteilung III Wi – 6 (Preisbildung und -überwachung) des Reichsministeriums für die besetzten Ostgebiete und von Juni 1944 bis Dezember 1944 als Regierungsrat im Reichswirtschaftsministerium eingesetzt.
Nach dem Zweiten Weltkrieg und seiner Einstufung in der Kategorie V durch den Entnazifizierungsausschuss Hagen trat Kurze in den öffentlichen Verwaltungsdienst ein. Von 1947 bis 1953 wurde er als Stadtkämmerer von Hagen eingesetzt, nachdem er zuvor in die CDU eingetreten war. Im Jahr 1954 folgte Kurze einem Ruf der Stadt Aachen, die ihn als Nachfolger von Albert Servais zu ihrem Oberstadtdirektor ernannte. In dieser Position leitete er die Stadtverwaltung von Aachen bis zu seiner Pensionierung im Jahre 1975. Anton Kurze war in den letzten Jahren seiner Amtszeit vor allem maßgeblich am Zustandekommen der kommunalen Neugliederung beteiligt, die mit dem Aachen-Gesetz von 1971 ihren Abschluss fand.
Darüber hinaus leitete Anton Kurze von 1960 bis 1976 als Vorsitzender den Landesverkehrsverband Rheinland e. V. und wurde anlässlich seiner Verabschiedung zum Ehrenvorsitzenden ernannt. Sein Nachfolger im Amt des Oberstadtdirektors, Heiner Berger, folgte ihm auch im Vorstand des Landesverkehrsverbandes nach.
1966 wurde Anton Kurze von Kardinal-Großmeister Eugène Kardinal Tisserant zum Ritter des Ritterordens vom Heiligen Grab zu Jerusalem ernannt und am 22. Februar 1966 im Kölner Dom durch Lorenz Kardinal Jaeger, Großprior der deutschen Statthalterei, investiert. 
Anton Kurze war seit 1943 verheiratet mit Marianne, geb. Fischer, Cousine von Hildegard Perraudin, geb. Wiehl, der Ehefrau des Malers Wilfrid Perraudin. Aus der Ehe mit Marianne gingen 5 Kinder hervor. Er fand seine letzte Ruhestätte im Familiengrab auf dem Aachener Westfriedhof.

## Ehrungen und Auszeichnungen
- 1966 – Aufnahme in den Ritterorden vom Heiligen Grab
- 1971 – Großes Verdienstkreuz des Verdienstordens der Bundesrepublik Deutschland[4]
- 1975 – Goldenen Ehrenring der Stadt Aachen für seine Verdienste um die Stadt Aachen[5]
- 1975 – Ehrenmitglied des deutschen Städtetages
- 1976 – Große Verdienstkreuz mit Stern des Verdienstordens der Bundesrepublik Deutschland für seine zahlreichen Verdienste für die Stadt Aachen und den Aufbau der Verwaltungsstrukturen
- 1976 – Ehrenvorsitzender des Landesverkehrsverband Rheinland e. V.
- Ehrenbürger der RWTH Aachen[6]
- Namensgeber der Anton-Kurze-Allee in Aachen

## Schriften
- Preis- und Standortfragen der deutschen Eisen schaffenden Industrie, Dissertation, Berlin 1943
- zusammen mit Hermann Heusch: Aachen – eine Stadt Karls des Großen und der heilenden Quellen, Wolf Strache, Stuttgart 1957
- Aachen. Eine Stadt an der Grenze baut auf, Kurz, Stuttgart, 1957
- Aachen. Die Rheinisch-Westfälisch-Technische Hochschule, Kurz, Stuttgart 1961
- Aachen. Planung, Aufbau, Fortschritt; Stadtverwaltung Aachen, Aachen 1965
- Aachen 1945–1970. 25 Jahre Baugeschehen, Bek, Stuttgart 1971